# Ònnega Garcés
Ònnega Garcés (segle ix) va ser comtessa consort d'Aragó.
Era filla de rei de Pamplona Garcia Ènnec (851-882).
Va casar-se amb el comte Asnar Galí II. El matrimoni estava pensat amb la finalitat de mantenir el comtat d'Aragó sota la tutela de la monarquia pamplonesa, donant inici a aquesta dependència, si bé a la pràctica el comtat va mantenir la seva autonomia.
Els comtes van tenir tres fills: el següent comte d'Aragó, Galí Asnar II, Sança Asnar, la qual va casar-se amb el valí d'Osca, Muhàmmad al-Tawil, i finalment Garcia Asnar.